# Bonaccorso da Soresina
Bonaccorso da Soresina (fl. XIII secolo) è stato un politico italiano, podestà di Bologna al tempo della promulgazione dei Liber Paradisus, che abolì la schiavitù nella città felsinea.

## Biografia
Membro di una famiglia capitaneale d'origine milanese, nel 1256 fu podestà di Faenza e capitano del Popolo a Bologna, della quale l'anno successivo sarà podestà, in un caso raro di doppio ruolo senza soluzione di continuità condiviso solo con il piacentino Alberto da Fontana.
Fu egli il proponente dell'abolizione della schiavitù e della servitù nella città, proponendo in consiglio il 26 giugno 1256 la revisione delle condizioni dei servi: il parente Guglielmo da Soresina fece la stessa cosa pochi decenni prima a Vercelli, portando taluni a supporre che fosse stato chiamato appositamente allo scopo dal consiglio.

## Memoria
Gli è dedicato Palazzo Bonaccorso, sede secondaria del comune di Bologna.